# Marie Mancini
Marie Mancini (Anna Maria Mancini; 28. srpna 1639 – 8. května 1715, Pisa) byla třetí z pěti sester Manciniových; neteří kardinála Mazarina, které přijely do Francie, aby se výhodně provdaly. Spolu se dvěma sestřenicemi z rodiny Martinozzi byly na dvoře Ludvíka XIV. známy jako Mazarinettes.

## Dětství a rodina
Anna Marie se narodila 28. srpna 1639 a vyrůstala v Římě. Její otec baron Lorenzo Mancini byl italským aristokratem, ale také nekromantem a astrologem. Po jeho smrti v roce 1650 matka Geronima Mazzarini odjela s dětmi do Paříže, kde doufala, že díky vlivu svého mocného bratra, kardinála Mazarina, najde vhodné manžely pro své dcery.
Mariinými sestrami byly:
- Laura (1636–657), nejstarší, provdala se za Ludvíka Bourbona, vévodu z Vendôme, vnuka francouzského krále Jindřicha IV. a jeho milenky Gabriely d'Estrées, a stala se matkou slavného francouzského generála Louise Josepha de Bourbon, vévody z Vendôme.
- Olympie (1638–1708), provdala se za hraběte ze Soissons Evžena Mořice Savojského a stala se matkou známého rakouského generála Evžena Savojského.
- Hortenzie (1646–1699), kráska rodiny, uprchla od svého násilnického manžela Armanda Charlese de La Porte de La Meilleraye a odešla do Londýna, kde se stala milenkou krále Karla II.
- Marie Anna Mancini (1649 - 1714), provdána za Maurice Godefroye de La Tour d'Auvergne, vévodu z Bouillonu, synovce slavného polního maršála de Turenne.

Manciniovy nebyly jedinými příbuznými kardinála Mazarina, které přijely do Francie. Dalšími byly dvě jejich sestřenice, dcery Mazarinovy nejstarší sestry. Starší z dívek, Laura Martinozzi, se provdala za vévodu z Modeny Alfonse IV. d'Este a byla matkou Marie Beatrice d'Este, druhé manželky anglického krále Jakuba II. Mladší ze sester, Anna Marie Martinozzi, se stala manželkou Armanda de Bourbon, knížete z Conti.
Sestry Manciniovy měly také tři bratry: Paula, vévodu z Nevers Filipa a Alfonze.

## Vztah s králem
Ve Francii začali Anně Marii říkat pouze Marie. "Tmavá, temperamentní a krásná", Marie zaujala nejdůležitější osobnost u francouzského královského dvora: romanticky se do ní zamiloval Ludvík XIV. Král byl do Marie tak poblázněný, že dokonce vyjádřil přání se s ní oženit. Kardinál Mazarin a králova matka Anna Rakouská nakonec pár rozdělili, Marii vykázali z Francie a Ludvíka oženili s Marií Terezou Španělskou.

## Exil a manželství
V roce 1661 byla Marie, k vlastnímu zoufalství, poslána do Itálie, aby se provdala za italského knížete Lorenza Onofria Colonnu. Po svatební noci údajně poznamenal, že ho překvapilo, že byla stále pannou. Ženich neočekával, že by „mezi láskami králů“ nalezl nevinnost (podle knihy Ludvík XIV. a jeho osudové ženy od Antonie Fraserové).
V 70. letech 17. století král na její žádost poslal Marii do kláštera Sainte Marie de la Visitation v Turíně, hlavním městě savojských vévodů. Nakonec však klášter opustila a uchýlila se k markýzům z Mortare. O dva dny později dorazili nečekaní návštěvníci: papežský nuncius, Almirante a ministr spravedlnosti Don García de Medrano, kteří zastupovali královskou radu a kastilskou komoru. Přišli ji jménem krále přesvědčit, aby se vrátila do kláštera. Tvrdili, že neměla právo odejít bez svolení Jeho Veličenstva, protože do kláštera vstoupila na jeho příkaz. Almirante tlumočil vůli krále, nuncius měl zajistit její vykonání a ministr spravedlnosti García de Medrano ji varoval před možnými důsledky, pokud by odmítla: „měl rozkaz odvést mě zpět a pokud bych nesouhlasila, neopustil by mě a držel by mě pod přísnou stráží“. Ačkoliv váhala, markýz ji nakonec přemluvil, aby se podrobila, protože se obával násilí v případě odporu. Neochotně souhlasila a markýz ji v královském kočáře doprovodil zpět do kláštera, kde se měla setkat s vévodou z Aveira.

## Potomci
Se svým manželem měla tři syny:
- 1. Filippo Colonna (7. 4. 1663 Řím – 8. 11. 1714 Řím), 9. princ a vévoda z Paliana od roku 1689 až do své smrti[4]
I. ⚭ 1681 Lorenza Clara de la Cerda (1666 – 10. 8. 1697)[5]
II. ⚭ 1697 Olimpia Pamphilj (5. 11. 1672 Řím – 11. 2. 1731 tamtéž)[6]

- 2. Marcantonio Colonna (15. 4. 1664 Řím – 15. 11. 1715 Bologna)[7]
⚭ 1694 Diana Paleotti (1672 Bologna – 10. 2. 1765 Řím)[8]
- 3. Carlo Colonna (4. 11. 1665 Řím – 8. 7. 1739 Řím), kardinál[9]

## Útěk a smrt
Po narození třetího dítěte se vztah mezi manželi zhoršil. 29. května 1672, opustila Marie, strachující se o holý život, opustila v doprovodu sestry Hortenzie, Řím. V roce 1677 napsala své memoáry. Do Itálie se vrátila až po manželově smrti v roce 1689.
Zemřela 8. května 1715 v Pise a byla pohřbena v kostele Santo Sepolcro.

## Paměti
Spolu se sestrou Hortenzií napsala paměti. Novější vydání:
- Hortense et Marie Mancini, Mémoires d'Hortense et de Marie Mancini, édition présentée et annotée par Gérard Doscot, Paris, Mercure de France, 1965, rééd. collection « Le temps retrouvé », 1987 ISBN 2-7152-1451-0
- Memoirs: Hortense Mancini and Marie Mancini [online]. Chicago: University of Chicago Press, 2008. The other voice in early modern Europe [cit. 2018-08-19]. Dostupné z: http://site.ebrary.com/lib/natl/Doc?id=10288677.

## Románové zpracování
- MALLET-JORIS, Françoise. Marie Manciniová, první láska Ludvíka XIV. Překlad Josef Kostohryz. Vyd. 1. Praha: Odeon, 1970. 263 s. cnb000132968.